# Polska biała zwisłoucha
Polska biała zwisłoucha (pbz) – rasa świni domowej, która powstała w wyniku krzyżowania prymitywnej świni zwisłouchej europejskiej ze świniami zwisłouchymi pochodzenia niemieckiego (deutsches veredeltes Landschwein) oraz szwedzką rasą krajową (Landrace).

## Historia
Na przełomie XIX i XX wieku zapoczątkowano prace nad uszlachetnianiem prymitywnej świni zwisłouchej hodowanej na terenie środkowej i północnej Europy w kierunku użytkowania mięsnego. W tym celu do Polski sprowadzono z Niemiec tamtejsze zwisłouche świnie uszlachetnione. Działanie to poprawiło umięśnienie świń krajowych i zwiększyło dynamikę przyrostu na wadze, jednakże nie zlikwidowało wcześniejszych wad pokrojowych (słabo wykształcona szynka, ścięty zad, ciężka głowa, przebudowany przód i karpiowaty grzbiet). Mieszańce te zyskały bardzo dobrą płodność, odporność na prymitywne warunki wychowu i ekstensywne żywienie, a ich typ użytkowy określono jako słoninowo-mięsny. Dopiero od 1954 roku zaczęto sprowadzać świnie szwedzkiej rasy krajowej. Krzyżowanie to poprawiło pokrój, zwiększyło udział wyrębów w tuszy oraz tempo przyrostu ciała. Mieszańce stały się delikatniejsze i bardziej wymagające pod względem higieny pomieszczeń i racjonalności żywienia oraz uzyskały nazwę polskiej białej zwisłouchej (pbz).

## Cechy
Świnie te są zróżnicowane pod względem szybkości dojrzewania, choć określa się je jako dość szybko dojrzewające. Zwykle knury w wieku 3 lat osiągają masę ciała 300–350 kg, zaś lochy w tym samym wieku 250–300 kg. Rasa ta charakteryzuje się dużą wrażliwością na czynniki środowiskowe, dlatego wymaga dobrych warunków utrzymania i prawidłowego żywienia. Cechują się wysoką płodnością – 9,5 do 12 żywo urodzonych prosiąt w jednym miocie. Lochy wykazują dobrą troskliwość o potomstwo i dużą mleczność.

### Cechy morfologiczne
- Długi tułów z dobrze wysklepioną klatką piersiową
- Nogi średniej długości, szeroko rozstawione
- Uszy duże, zwisające
- Skóra na ogół bez pigmentu, pokryta białą szczeciną

## Zastosowanie i przeznaczenie
Świnie te hoduje się w celach mięsnych oraz do krzyżowania z innymi rasami.